# Dictyocatenulata alba
Dictyocatenulata alba är en lavart som beskrevs av Finley & E.F. Morris 1967. Dictyocatenulata alba ingår i släktet Dictyocatenulata, divisionen sporsäcksvampar och riket svampar.   Inga underarter finns listade i Catalogue of Life.